# فاندا محيرة
فاندا محيرة (الاسم العلمي:Vanda confusa) هي نوع هجين من النباتات تتبع جنس الفاندا من الفصيلة السحلبية.